# لاك جرومي (كيبك)
لاك جرومي (بالإنجليزية: Lac-Jérôme, Quebec)‏ هي منطقة غير المنظمة في كيبيك تقع في كندا في Minganie Regional County Municipality. يقدر عدد سكانها بـ 0 نسمة ومساحتها 57,232.60 كم2 .